# 바보 (타로)

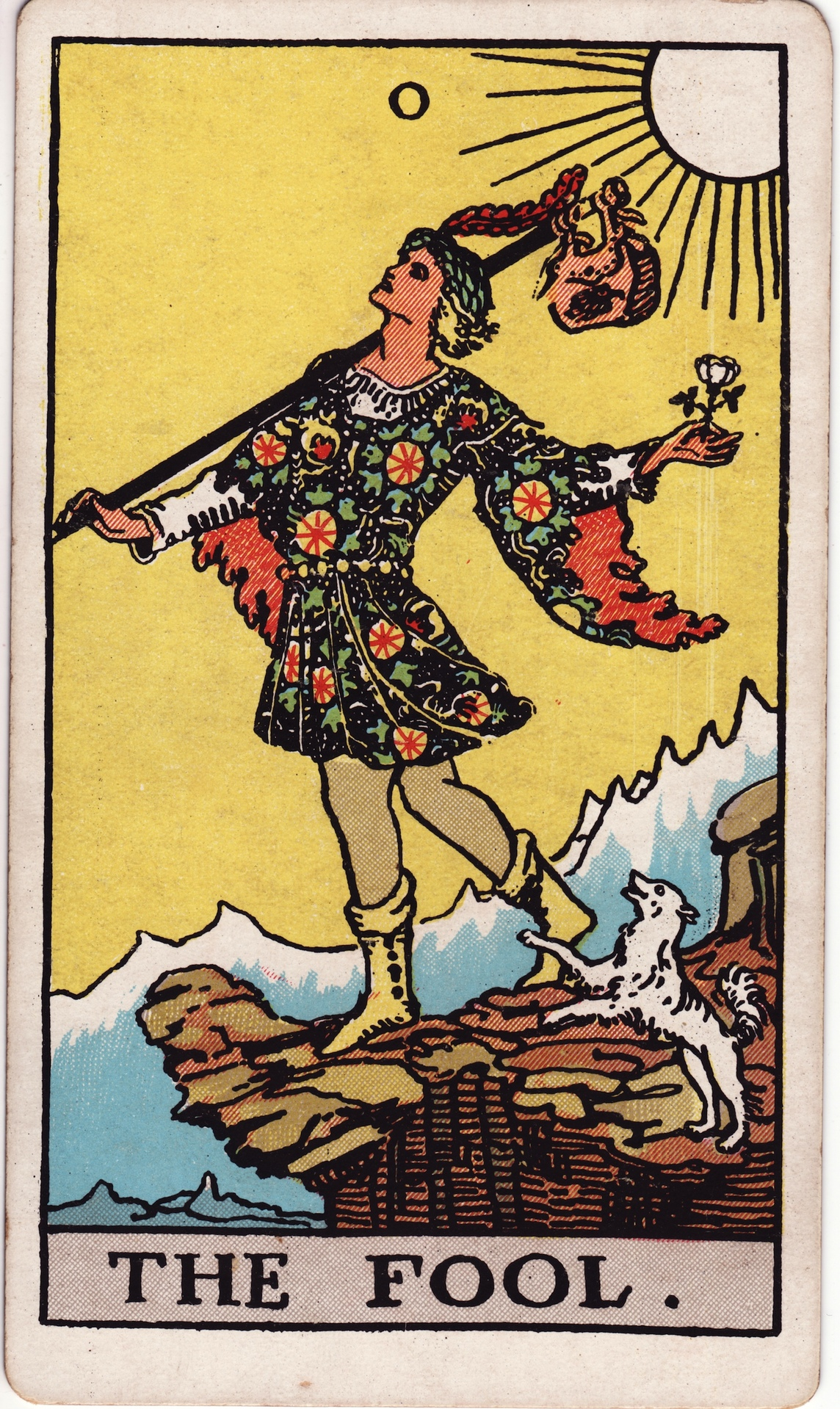
웨이트판 타로의 바보

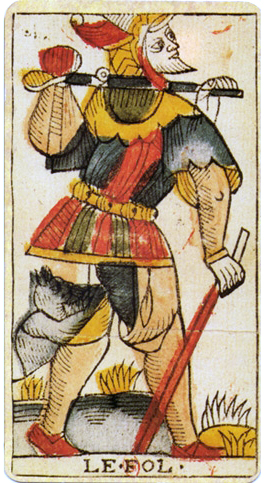
마르세유판 타로의 바보

바보(프랑스어: Le Fou, le Mat, 영어: The Fool)는 타로의 메이저 아르카나에 속하는 카드 중 1매다.
카드 번호는 0이지만 웨이트판 등 황금의 새벽단 계의 덱이 많아 마르세유판 등의 전통적인 덱에서는 번호가 쓰여지지 않은 것이 많다. 또 트럼프의 조커의 원형이 이 카드라는 설도 있지만 현재는 부정된다.

## 카드의 의미
정위치의 의미(단순한 의미)
자유, 형태에 빠지지 않음, 어리석음, 사치, 도취, 순수, 천진난만, 가능성, 상상력, 광기, 천재.(이외에는 생략)
역위치의 의미(단순한 의미)
태만, 부재, 부주의, 무관심, 무의미, 허영, 경솔, 제멋대로 굶, 낙오자.(이외에는 생략)
아서 에드워드 웨이트의 타로 도해 해설에서는 몽상·우행·극단·열광을 의미한다고 여겨진다.

## 카발라와의 관계
히브리 문자로는 알레프 (א), 다만 복수의 이설황금의 새벽단의 설에서는 케텔과 코크마의 세피라를 결합하는 것과 관련지었다.

## 점성술과의 대응 관계
이하와 같이 여러 가지 설이 존재한다.
- 별자리：금우궁설, 거해궁설, 사자궁설
- 행성：태양설, 달설, 천왕성설[2], 명왕성설[3], 지구설[4],명왕성+화성설[5]
- 별자리나 행성도 대지 않고 성운이라는 설이나 4원소 중 바람의 원소에 대는 설도 있다.

## 우화의 해석
그려진 것은 한 명의 여행자 같은 남자와 한 마리의 개이다. 이 바보 남자는 전통적으로 수를 가지지 않는 카드이나, 바보라는 단어로부터 연상되는 상징 (조커나 어릿광대, 민간 신앙의 그린 맨 등)과 그 의미나, 22매의 대 아르카나 중에서 유일하게 이동하고 있는 인물이 그려진 회찰인 것 등에 의해, 자주 특별시 되는 카드이며, 세계 등과 함께 그 해석은 주해자마다 천차만별이다.
마르세유판 타로에 그려진 바보는 화려한 의상과 관을 몸에 대어 오른손에 지팡이를 가져, 왼손에는 첨단에 봉투와 같은 것을 단 봉을 오른쪽 어깨에 맨 인물이, 풀이 무성한 황야를 걷는 모습이 그려져 있다. 또 인물의 후방에서는 개가 따라가, 그 앞발을 인물의 오른쪽 다리 부근에 대고 있다. 마르세유판의 바보는 그 추상적인 도안이기 때문에, 견해에 따라서는 뒤걸음을 하는 듯도 보인다. 이것은 바보가 가진 에너지가 무의식적인 것이며, 일정한 방향성을 가지지 않고 자유롭게 발해지는 것을 나타내고 있다. 그러나, 동시에 그 자체가 목적이라고도 해석되고 있어 이 카드의 이면성을 나타내는 요인으로서 다루어진다.
바보 남자가 이동하는 모습으로 그려진 것에 관계해서는, 1로부터 21까지의 각 카드를 순서를 쫓아 떠돌아 다니는 어떤 목적을 가진 여행자라는 설과 다른 21매의 대 아르카나를, 또는 다른 카드를 의식조차 하지 않고 완전한 자유롭게 걸어 다니는 완전히 계획이 없는 방랑자라는 설의 2개의 설이 존재해, 이러한 설은 양립하는 형태로 다양한 해석에 이용된다. 이 두 개의 해석을 여실에 상징하는 것이 바보의 몸에 감긴 의상이며, 그 배색이나 장식, 특히 목과 허리에 방울이 장착된 의상의 기발함은 마치 피에로를 생각하게 한다. 이 배색은 기발하면서도 통일을 잡힌 마술사의 의상과 같이 계획성이 느껴지는 것이 아니고, 방울에 관해서는 이 인물의 '윤회전생의 수' 등으로 신비적으로 해석하는 경우를 제외하면 특별한 의미는 없다. 또한, 이 인물이 가진 지팡이는 여행의 보조로서 뿐만이 아니고, 광대로서의 광대봉 (방울 등이 장착된 경우도 있다)과 관련 지은 해석을 제외하면 특별한 의미는 없다.
즉, 이 인물은 자신의 의복, 또 자신이 가지는 봉이나 짐, 끝으로 나아가는 방향이나 그 목적, 자신을 둘러싸는 환경의 일체에 특히 조건이나 흥미 등은 가지지 않은 것이다. 고로 이 인물은 후방의 개의 존재조차 인지하지 않고, 바지의 오른쪽 다리는 개에 의한 것인지 찢어진 채이다. 그러나 상징적인 관점으로부터 대조하면, 이 인물은 결코 무능한 인물은 아니다.
이 바보 남자는 황금의 관을 감싸고 있다. 관은 상징적으로 왕의 소지품이며 권력의 상징으로 여겨져 황금의 관은 천상의 신과의 교신을 도모하기 위한 영적 요소도 겸비한 상징으로 여겨진다. 이러한 상징을 바보가 몸에 대고 있는 것은 이 인물이 어떤 종류의 영혼적인 힘을 갖추어 과거에는 권력을 가진 계급이었을 것이라 나타낸다. 또 이 인물이 오른쪽 어깨에 메는 짐과 그 봉은 남근의 상징이며, 번식과 풍요의 상징이다. 이러한 상징은 트릭스터라는 관련을 강조하고 있어, 이 바보가 광대 등과 같이 대립되는 두 개의 극점을 가진 것을 나타내고 있다. 즉, 이 인물의 어리석은 짓을 상징하는 것, 계산적 측면을 상징하고 있는 것이다. 이러한 점에서 이 인물은 어떤 계획도 없지만 계획이 없는 것도 아닌 약간 모순된 결론을 붙일 수 있다.
웨이트판 타로의 그림에 그려져 있는 인물은 젊은 여행자로, 젊음은 미숙함을 나타낸다. 개는 여행자의 파트너로, 전진을 의미한다. 그러나 이 젊은이는 좌측을 향하고 있다 (상징적으로 왼쪽은 과거·정신 세계 등이다). 여행자는 자신의 눈앞에 벼랑이 다가온 것을 아직 눈치채지 못했다. 웨이트판의 바보는 지금 확실히 벼랑을 향하고 있지만 벼랑에 떨어질지 단념할지 선택하는 것은 여행자에게 달려 있다.

## 타로 게임의 바보
트릭 테이킹의 바보를 해석하는 데에는 지역차이가 있다.
프랑스의 타로 게임에서는, 바보는 l'Excuse라고 불려 비장의 카드와는 다른 특수 카드로 다루어진다. 바보는 마스트 보충 룰에 따르지 않고, 언제라도 낼 수 있다. 바보를 대찰로서 사용할 수도 있다. 어떤 경우에도, 원칙으로서 바보는 가장 약하고, 트릭에 이길 수 없지만, 바보의 카드는 그 트릭에 이긴 측이 아니고, 그 카드를 낸 측의 것이 된다. 바보의 카드는 비장의 카드의 1·21 및 킹과 대등한 고득점의 카드이다. 보통 만돌린을 가진 어릿광대의 그림이 그려져 있다.
한편, 오스트리아 등, 중앙 유럽에서는, 바보는 최강의 22번째의 비장의 카드로서 다루어진다.

## 같이 보기
- 헤요카
- 미친 지혜
- 조커 (카드)
- 와일드 카드 (카드)

## 참고 문헌
- 사리 니컬스『융과 타로』ISBN 4-7835-1183-7
- 알프레드 더글라스『타로』ISBN 4-3092-2428-8
- 리즈미 류이치『타로 대전』ISBN 4-3140-0964-0